# Aulanota sulcipennis
Aulanota sulcipennis is een keversoort uit de familie bladsprietkevers (Scarabaeidae). De wetenschappelijke naam van de soort is voor het eerst geldig gepubliceerd in 1924 door Moser.